# MFSB
MFSB, oficialmente "Mother Father Sister Brother", fue una banda compuesta por más de treinta músicos de estudio con base en los Sigma Sound Studios de la ciudad de Filadelfia. Trabajaron estrechamente con el equipo de producción de Kenneth Gamble, Leon Huff y Thom Bell, tanto en grabaciones propias como en las grabaciones de artistas ligados al sello discográfico Philadelphia International Records como Harold Melvin & the Blue Notes, the O’Jays, the Stylistics, the Spinners, Wilson Pickett y Billy Paul.
En 1973, MFSB grabaron el tema "TSOP (The Sound of Philadelphia)" conocido por ser la sintonía del programa de televisión Soul Train. La canción fue el segundo sencillo lanzado por la banda, convertido en su mayor éxito con su reedición de 1974, que alcanzó el número 1 de la listas Billboard pop y R&B. "TSOP" es considerado como un tema fundamental para el desarrollo de la música disco. El disco vendió más de un millón de copias en Estados Unidos, siendo certificado por la RIAA como disco de oro en abril de 1974.

## Historia
MFSB se formó en 1971 por los productores discográficos Kenneth Gamble y Leon Huff, para formar la banda oficial del sello Philadelphia International Records, origen del "Sonido Filadelfia" que dominó los primeros años 70, y dar soporte musical a los artistas que grababan en los Sigma Sound Studios, como the O'Jays, the Spinners, the Bluenotes, The Delfonics, Blue Magic, The Intruders, The Three Degrees, Jerry Butler o Teddy Pendergrass.  A finales de la década, la banda ganó popularidad dentro del género disco con trabajos con bandas como The Trammps, First Choice, Ripple y Double Exposure.
En 1972 publican su álbum debut como banda, al margen de su trabajo como músicos de estudio. Con él se marcó el inicio de una serie de éxitos instrumentales con los que se sentaron las bases del Sonido Filadelfia. La formación en esta primera época incluía a  Karl Chambers, Earl Young y Norman Fearrington en la batería; Norman Harris, Roland Chambers, Bobby Eli y T.J. Tindall en la guitarra; Winnie Wilford y Ronnie Baker en el bajo; Vincent Montana Jr.  en la percusión, dirección y arreglos, Larry Washington con congas y bongos, Harold Ivory Williams, Leon Huff y Thom Bell en los teclados, Don Renaldo con los arreglos de cuerda y Rocco Bene con la trompeta.
Durante la primavera de 1974, Philadelphia International lanzó el tema que la banda había grabado para el programa de televisión Soul Train como sencillo. El disco, titlado "TSOP (The Sound of Philadelphia)" alcanzó el número 1 de las listas Billboard Hot 100, R&B chart y adult contemporary chart y llegó a vender más de un millón de copias. El éxito de "TSOP" lanzó a la fama al grupo bajo su propio nombre, comenzando una carrera que se prolongaría a lo largo de la década. Desde 1975, el tema de MFSB, "My Mood" ha sido el tema de cabecera de las noticias de los viernes en la NBC de Washington D. C.. La versión instrumental que la banda grabó del tema "K-Jee" en 1975, se hizo muy popular en 1977 al ser incluida en la banda sonora de la película Saturday Night Fever. 
Otro de los temas más populares de MFSB fue "Love Is The Message", uno de los favoritos de los DJs de música disco desde su lanzamiento. De este tema se han hecho multitud de remixes. El 20 de septiembre de 2004, el disco fue el primero en ser incluido en el recién creado Salón de la Fama de la Música Disco. En octubre de 2004, la canción fue incluida en el videojuego, Grand Theft Auto: San Andreas.
Debido a desacuerdos financieros con Gamble & Huff, muchos miembros del grupo se marcharon a Salsoul Records, donde formaron parte de la Salsoul Orchestra. Otros se marcharon a la The Ritchie Family Orchestra y a la John Davis and the Monster Orchestra. Gamble y Huff los reemplazaron contratando a una nueva sección rítmica compuesta por Charles Collins en la batería, Michael Foreman en el bajo y Dennis Harris en la guitarra. Esta formación participó en varios discos de Dexter Wansel así como en las últimas grabaciones de la banda para Philadelphia International Records. Finalmente la banda fue disuelta en 1985.
En 2005, el batería Keith Benson, refundó la banda con la ayuda de Kenneth Gamble. El grupo realiza habitualmente actuaciones privadas. En 2008, algunos miembros del grupo realizaron una sesión de grabación en los Bobby Eli’s Studio de Filadelfia. Dos de estas grabaciones fueron publicadas, "Soul Recession" y "There I go falling in love again".
De acuerdo con el libro A House on Fire: The Rise and Fall of Philadelphia Soul, de John A. Jackson, el origen del nombre MFSB "Mother, Father, Sister, Brother", surge de la visión que Kenny Gamble y Leon Huff tenían sobre los músicos de Philadelphia International Records, desde la diversidad pero conectados por la música. Existe otra versión que dice que MFSB tiene como significado "mother-fuckin' son-of-a-bitch", una expresión muy utilizada por los músicos de la época.

## Discografía

### Álbumes de estudio
- 1973 MFSB (Philadelphia International)
- 1973 Love Is the Message (Philadelphia International)
- 1975 Universal Love (Philadelphia International)
- 1975 Philadelphia Freedom (Philadelphia International)
- 1976 Summertime (Philadelphia International)
- 1978 MFSB: The Gamble & Huff Orchestra (Philadelphia International)
- 1980 Mysteries of the World (Philadelphia International)

### Recopilatorios
- End of Phase I: A Collection of Greatest Hits (1977, Philadelphia International)
- Greatest Hits (1990, Philadelphia International)
- Love Is the Message: The Best of MFSB (1995, Legacy/Epic Associated)
- All in the Family (1997, Sony Music)
- Deep Grooves (1999, Epic Associated)
- The Essentials: MFSB (2018, Sony Music)

### Sencillos
| Año  | Título                                                                  | Posicionamiento en listas | Posicionamiento en listas | Posicionamiento en listas | Posicionamiento en listas | Posicionamiento en listas | Posicionamiento en listas | Posicionamiento en listas | Posicionamiento en listas | Posicionamiento en listas | Posicionamiento en listas |
| Año  | Título                                                                  | USA                       | USA R&B                   | USA Dance                 | AUS                       | AUT                       | CAN                       | ALE                       | HOL                       | SUI                       | UK                        |
| ---- | ----------------------------------------------------------------------- | ------------------------- | ------------------------- | ------------------------- | ------------------------- | ------------------------- | ------------------------- | ------------------------- | ------------------------- | ------------------------- | ------------------------- |
| 1973 | "Family Affair"                                                         | —                         | —                         | —                         | —                         | —                         | —                         | —                         | —                         | —                         | —                         |
| 1974 | "TSOP (The Sound of Philadelphia)" (featuring The Three Degrees)        | 1                         | 1                         | —                         | 12                        | 17                        | 1                         | 5                         | 18                        | 3                         | 22                        |
| 1974 | "Love Is the Message" (featuring The Three Degrees)                     | 85                        | 42                        | —                         | —                         | —                         | 37                        | —                         | —                         | —                         | —                         |
| 1975 | "Sexy"                                                                  | 42                        | 2                         | 2                         | —                         | —                         | 51                        | —                         | —                         | —                         | 37                        |
| 1975 | "T.L.C. (Tender Lovin' Care)"                                           | —                         | 54                        | —                         | —                         | —                         | —                         | —                         | —                         | —                         | —                         |
| 1975 | "K-Jee"                                                                 | —                         | —                         | 18                        | —                         | —                         | —                         | —                         | —                         | —                         | —                         |
| 1975 | "The Zip"                                                               | 91                        | 72                        | —                         | —                         | —                         | —                         | —                         | 24                        | —                         | —                         |
| 1976 | "Philadelphia Freedom"                                                  | —                         | —                         | —                         | —                         | —                         | —                         | —                         | —                         | —                         | —                         |
| 1976 | "Summertime and I'm Feelin' Mellow"                                     | —                         | 65                        | —                         | —                         | —                         | —                         | —                         | —                         | —                         | —                         |
| 1976 | "We Got the Time"                                                       | —                         | —                         | —                         | —                         | —                         | —                         | —                         | —                         | —                         | —                         |
| 1976 | "Picnic in the Park"                                                    | —                         | —                         | 14                        | —                         | —                         | —                         | —                         | —                         | —                         | —                         |
| 1977 | "Let's Clean Up the Ghetto" (with Philadelphia International All Stars) | 91                        | 4                         | 26                        | —                         | —                         | —                         | —                         | 8                         | —                         | 34                        |
| 1978 | "Use ta Be My Guy"                                                      | —                         | 94                        | —                         | —                         | —                         | —                         | —                         | —                         | —                         | —                         |
| 1978 | "To Be in Love"                                                         | —                         | —                         | —                         | —                         | —                         | —                         | —                         | —                         | —                         | —                         |
| 1980 | "Manhattan Skyline"                                                     | —                         | —                         | —                         | —                         | —                         | —                         | —                         | —                         | —                         | —                         |
| 1980 | "Mysteries of the World"                                                | —                         | —                         | —                         | —                         | —                         | —                         | —                         | —                         | —                         | 41                        |
| 1994 | "TSOP (Theme from Soul Train '94)" (vs Johnny Vicious)                  | —                         | —                         | —                         | —                         | —                         | —                         | —                         | —                         | —                         | 98                        |